# Fur Museum
Fur Museum er et naturhistorisk museum beliggende i Nederby på øen Fur i Limfjorden. Museet besidder og udstiller en omfattende samling af tidlig eocæne fossiler fra Fur Formationen, et jordlag der i daglig tale kaldes for moleret, og det underliggende Stolleklint Ler på Fur. Museet fortæller om egnens geologi og er samtidig er et lokalmuseum med kulturhistorisk, etnologisk og arkæologisk virke på Fur. Museet er en del af Museum Salling.
Livet på Fur gennem de sidste 200 år opleves på museumsgården eller i det gamle bundgarnshus ved Gammel Havn.

## Udstillingerne
Museet fortæller også om regionens landskaber og undergrund – en historie, der spænder fra det tropiske molerhav til istidernes arktiske kulde, hvor store ismasser formede Danmark. Museet fungerer som guide, til at opleve disse fantastiske landskaber og tilbyder en række aktiviteter med naturvandringer, foredrag og naturværksted.
Livet på Fur gennem de sidste 200 år opleves i udstillingerne på Gammelhavn og Museumsgården ”Det Lille Land”. Ved museumsgården står Tarris Mølle, Danmarks sidste kludesejler af sin slags. Gammelhavn viser fiskeriets omtumlede historie i Limfjorden omkring Fur
- Fossiler af fisk i udstillingen
- Museumsgården og gårdmøllen
- Turist der ser på fossiler af insekter
- Udstillingen ved Gammel Havn

### Fossilerne
Museets udstilling viser et bredt udsnit af de mange fossile arter ,der er fundet i de 54-55,5 millioner år gamle jordlag på Fur. Blandt andet fisk, fugle, planter, insekter, skildpadder, havslanger og diverse bundlevende dyr. 
I anledning af 20-års-jubilæet for danekræordningen, lånte museet i 2010, en stor del af de danekræ, der er fundet på Fur, af Statens Naturhistoriske Museum, så museet i dag kan fremvise den største samlede udstilling af danekræ i Danmark.
- Guldlaksen er den mest almindelige fisk i moleret.
- Polymixiid - Tidlig Eocene fisk fra Fur.
- Ørentvist
- Den store skildpadde.
- Havaborre udstillet på Fur Museum.
- Krabbe Portofuria enigmatica fundet på Fur
- Glansfisk (Palaeocentrotus boeggildi).
- Bredtæge
- Snyltehveps
- Myg Stankelben og Flue
- Stikmyg
- Guldøje (Neuroptera)
- Reje Penaeus hamleti

### Geoparken
Bag museumsbygningen findes en stenpark, der til dagligt bliver kaldt for Geoparken. Parken er indrettet så stiforløbet udgør en tidslinje, der strækker fra historisk tid og 1,4 mia. år tilbage i geologisk tid. Ud over de mange store sten, der alle er repræsentanter for deres geologiske tidsperiode, rummer parken også flere historiske dyr. Ved Kridttiden er der fx opstillet en 3,5 meter høj model af en tyrannosaurus rex og en triceratops, mens der ved afsnittet med istidsstenene ses mammutter og urokser. 
Dyrene er udført af den lokale kunstner Poul Erik Nielsen, der har valgt at bruge lyng og pileflet som de primære byggematerialer. Mange af parkens sten er hentet langs kysterne på Fur, og kan derfor bruges som bestemmelsesnøgle for strandsten.

### Museumsgården - Det Lille Land
Fur Museum har i tilknytning til museumsbygningen en udstilling af livet, som det tegnede sig for fiskere og bønder for årtier tilbage. Udstillingen er placeret på en gård i umiddelbar nærhed af museet. Den firelængede museumsgård er opført i 1856 med senere ombygninger. Gården rummer museets landbrugsudstilling, der skildrer udviklingen de seneste 150 år. Laden er fyldt med maskiner og stuehuset er indrettet med møbler og husgeråd. Her kan man både se fiskebondens liv i tiden omkring 1850 og Andelsbevægelsens storhedstid i 1920’erne. Der er noget at se på ‑ og at røre ved ‑ for både børn og voksne. Ved siden af museumsgården står en mølle, der ikke alene er Furs sidste gårdmølle ‑ men også Danmarks sidste kludesejler af sin slags.

## Gammel Havn – Den tilsandede havn
I et restaureret bundgarnshus findes en udstilling, der fortæller om havnens historie og Limfjordsfiskeriets afvikling. Udstillingen findes ved Hindkærvej 5 på Fur. Der er fri adgang.
På Furs sydvestkyst byggede fiskerne i 1911 en havn, der var øens livsnerve. Fiskeriet var da lige så vigtigt som landbruget. Grundet tilsanding opgav man havnen og flyttede i 1956 til en nybygget havn ved færgestedet.
I området er der udlagt en natursti med mulighed for en frisk strandtur. Man kan nu gå tørskoet hen over havnens tilsandede indsejling. Havnebassin, bolværk og bundgarnshus er stadig bevaret.

## Museets historie
Fur Museumsforening blev stiftet i 1953 og den første museumsbygning blev indviet i 1954. Museet blev statsanerkendt i 1960. Siden er museet blevet udvidet med tilbygninger i 1960, 1978 og 1988. 
Fur Museum overtog i 1994 et bundgarnshus ved Gammel Havn og påbegyndte overtagelse af Gammel Havn med et areal på 5.234 m². 
I 1997 købte museet naboejendommen, en firelænget gård, der blev indrettet til udstilling. 
I 2000 fik museet brugsret af Sundsøre Kommune til et areal på 2.658 m², bag museets eksisterende bygninger. Arealet bliver i dag anvendt til stenparken Geopark Danmark.
Den 13. august 2021 var der kombineret rejsegilde og åbning på museets nye velkomstbygning.  
I forbindelse med en fusion i 2008, blev Fur museum, sammen med Sallingsund og Omegns Museum, Skive Kunstmuseum, Skive Museum, Spøttrup Borg og Skive Kommunes fem lokalhistoriske arkiver en del af Museum Salling. Museet hed herefter en overgang Fur Fossiler 55.000.000 år, men skiftede den 21. september 2017 tilbage til det oprindelige navn.